# Stadio di Baseball di Serravalle
Stadio di Baseball di Serravalle – stadion baseballowy w Serravalle w San Marino.
Stadion znajduje się przy Via Costa del Bello 30 w Serravalle. jest to stadion, na którym na co dzień gra klub San Marino Baseball Club oraz Reprezentacja San Marino w baseballu mężczyzn. Został otwarty w 1986 roku i ma pojemność 1500 widzów.
Stadion gościł dwa mecze Mistrzostw Świata w Baseballu 2009: Tajwan – Japonia oraz Meksyk-Antyle Holenderskie